# إليوت لويس
إليوت لويس (بالإنجليزية: Elliott Lewis) هو سياسي أسترالي، ولد في 27 أكتوبر 1858 بهوبارت في أستراليا، وتوفي بنفس المكان في 22 سبتمبر 1935. حزبياً، نشط في Liberal Party (Australia, 1909) ‏. وقد انتخب Premier of Tasmania ‏.